# 下吉谷站
下吉谷站（日语：／ Shimoyoshitani eki */?）是位於石川縣白山市下吉谷町，北陸鐵道金名線的鐵路車站（廢站）。

## 概要
在廢站前，此站只有1座單式月台，當時為無人車站。有一段時期，此站可進行列車交會，設有閉塞系統。
在1984年，一日平均上下車人次為62人。

## 歷史
- 1926年（大正15年）2月1日：金名鐵道開設此站[2]。
- 1943年（昭和18年）10月13日：金名鐵道合併為北陸鐵道，成為北陸鐵道金名線車站。
- 1956年（昭和31年）10月1日：設置列車交會設備，成為閉塞車站[1]。
- 1966年（昭和41年）12月21日：廢除列車交會設備，只剩下1座單式月台[1]。
- 1983年（昭和58年）10月31日：由於暴雨，使大日川橋樑橋腳周邊的基岩倒塌，大日川站至白山下之間暫停營業，此站也暫停營業。
- 1984年（昭和59年）
  - 3月11日：暫停的路段重開，此站重開。
  - 12月12日：由於手取川橋樑（日语：金名橋）處於一個危險狀態。當天起加賀一之宮至白山下之間的金名線全線暫停營業，此站也暫停營業。
- 1987年（昭和62年）4月29日：金名線在沒有重開情況下全線廢除，此站也被廢除[2]。

## 相鄰車站
北陸鐵道
金名線
釜清水－下吉谷－西佐良

## 注腳
1. 1 2 3 4  RM LIBRARY 231 北陸鉄道金名線（寺田裕一，著：Neko出版　2018年11月1日初版）p.36 - 37
2. 1 2  今尾惠介. . 日本: 新潮社. 2008年10月18日: 32. ISBN 9784107900241.

## 相關項目
- 日本鐵路車站列表 Shi